# Wallengrenia
Wallengrenia este un gen de fluturi din familia Hesperiidae.

## Specii
- Wallengrenia otho (Smith, 1797)
- Wallengrenia egeremet (Scudder, 1863)
- Wallengrenia premnas (Wallengren, 1860)